# ラビッツ・インベージョン
ラビッツ・インベージョン（フランス語： Les Lapins Crétins：Invasion）は、2013年8月3日にUbisoft Motion Pictures、TeamTO、CNCの共同制作によって作成されたテレビアニメシリーズである。
本シリーズは、Ubisoftが制作した「RavingRabbids」に基づいている。2021年現在、三シリーズが作成されている。
日本では、ディズニー・チャンネルとテレビ東京で放送されている。

## 概要
2010年10月、UbisoftとAardmanは、UbisoftのRavingRabbidsのフランチャイズに基づいてTVシリーズパイロットといくつかのショーツを制作するパートナーシップを発表した。翌年、Ubisoft MotionPicturesによってアニメが作成されることが発表された。米国では、2013年8月3日にニコロデオンで初演された。2013年12月17日に、30分ブロックの第2シーズンを公開し、ブロックごとに3つのエピソードに区切った。2015年6月16日、第3シーズンを公開し、2018年7月に第4シーズンが発表されたが、そのシーズンはニコロデオンでは放送されず、フランス3とNetflixで放送された。

## エピソード
| シーズン | 話数 | 初放送日       | 最終放送日     |
| -------- | ---- | -------------- | -------------- |
| 1        | 26   | 2013年8月3日   | 2014年12月6日  |
| 2        | 26   | 2014年10月11日 | 2016年6月14日  |
| 3        | 26   | 2016年6月21日  | 2017年6月23日  |
| 4        | 26   | 2018年9月1日   | 2018年12月26日 |